# Famille Roux de Puivert
La famille Roux de Puivert est une famille noble originaire du Languedoc éteinte en 1918.

## Histoire
La famille Roux de Puivert a pour auteur Raymond Roux, sieur du Quatorze (fils de Géraud), juge-Mage de Carcassonne, allié en 1555 à Marie de Maslaurens dont il eut Philippe, Juge-Mage de Carcassonne, marié en 1597 à Marie de Pressoires et en 1604 à Jeanne de Toulouse
Elle s'est éteinte avec Charles-François de Roux, marquis de Puivert, allié en 1899 à Adrienne-Antoinette Berlioz, mort sans postérité en 1918.
La famille Roux de Puivert a possédé les fiefs et seigneuries du Quatorze, d’Herminis, de Puivert, de Sainte-Colombe, d’Alzonne, de Rivel, de Villefort, Fontrouge, Piquemelongue, au diocèse de Mirepoix. Elle exerça à partir de 1577 les fonctions de juge-mage et président du présidial en la sénéchaussée de Carcassonne puis, à partir de 1694, celle de président aux requêtes au Parlement de Toulouse.

## Personnalités
- François de Roux, baron puis premier marquis de Puivert par lettres patentes de 1680, né le 1er août 1631, juge-mage de Carcassonne, marié à Marie-Gabrielle de La Roche-Flavin à Toulouse le 25 septembre 1655.

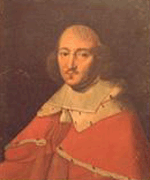
François II de Roux

- François de Roux, deuxième marquis de Puivert, baptisé à Toulouse le 28 décembre 1669, marié à Marie-Élisabeth du Bruelh le 19 février 1712, il meurt en 1756 en son château de Sainte-Colombe. Nommé le 30 septembre 1694 président aux requêtes au parlement de Toulouse, il ne résigne sa charge qu'en 1739. Il fait partie des parlementaires qui s'opposent à la bulle Unigenitus du pape Clément XI qui condamne le jansénisme, ce qui le fait présenter dans une enquête de 1718 sur les parlementaires comme "un des forts piliers du jansénisme qu'il y ait en France". Il fait partie de la confrérie des Pénitents noirs et devient l'un des directeurs perpétuels de l'hôpital de La Grave.

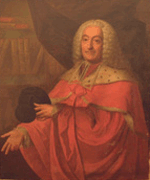
Sylvestre de Roux

- Jean François Sylvestre de Roux, troisième marquis de Puivert, né à Toulouse le 25 mars 1714, et décédé le 18 juin 1781 à Toulouse. Conseiller et commissaire aux requêtes en août 1734, , puis en août 1739, président à la chambre des requêtes en remplacement de son père qui a résigné sa charge. En septembre 1743 il est nommé président à mortier et en 1760 président de la grand’chambre. Le 20 février 1775 où un édit de Louis XVI rétablira les parlements dans toutes leurs prérogatives, le marquis de Puivert en devient premier-président. Il a fait élever par l'architecte Labat de Savignac, rue Bouquières à Toulouse l'hôtel de Puivert. Marié le 20 juillet 1745 sa cousine Marie Thérèse de Roux d’Alzonne, dont : Bernard-Emmanuel qui suit, Claude-Charles-Joseph, avocat général au Parlement de Toulouse (1761-1780) et Victor-Charles-François, Chevalier de Malte, guillotiné en 1794.

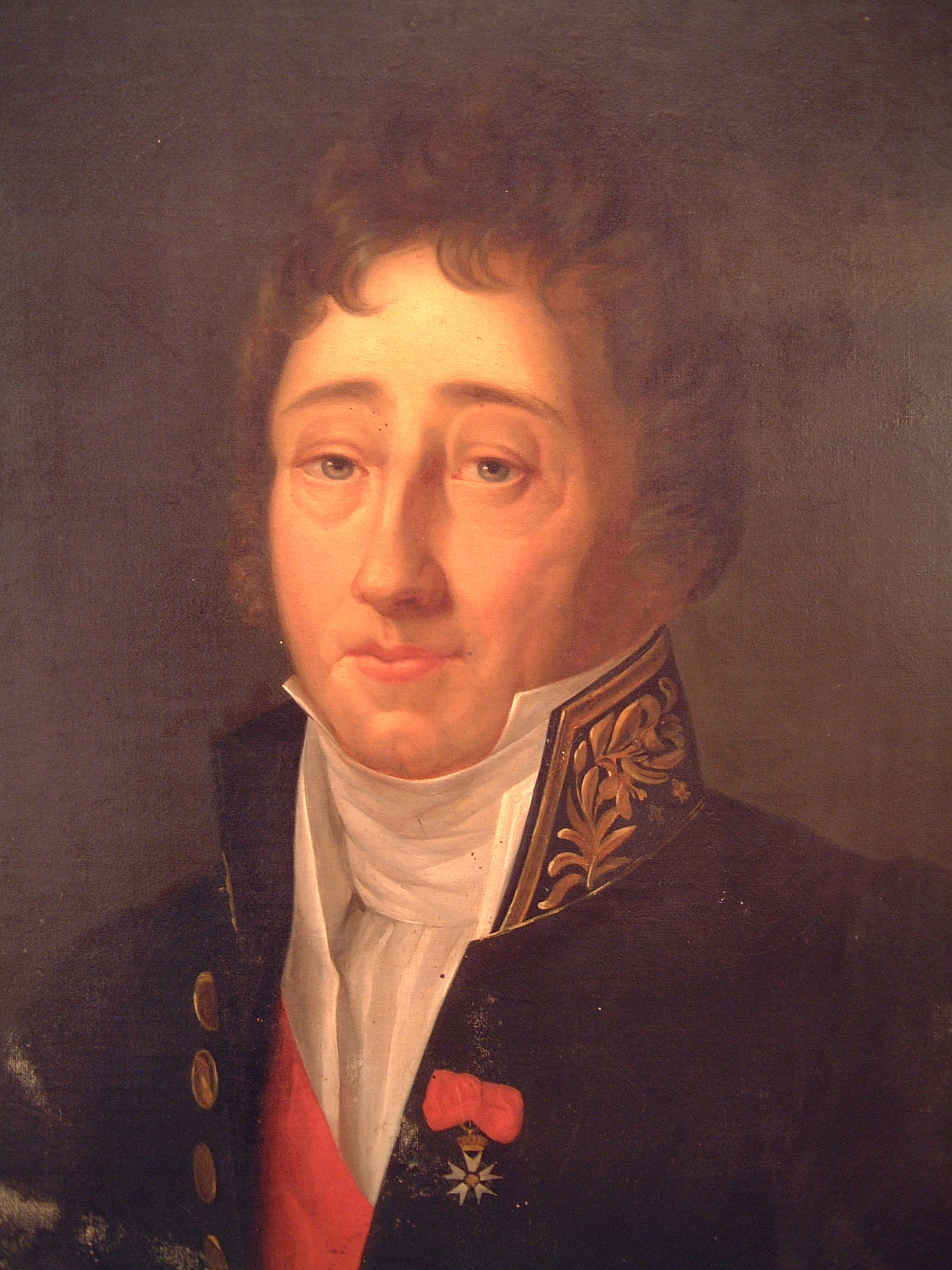
Bernard-Emmanuel de Roux

- Bernard-Emmanuel de Roux, quatrième marquis de Puivert, né à Toulouse le 24 octobre 1755, mort en 1832. Officier dans les armées du roi, il émigre à la Révolution et rejoint l'armée des émigrés du prince de Condé. Aide de camp du comte d'Artois, il est chargé d'organiser le soulèvement des provinces du Midi. Arrêté en 1804 par la police de Fouchet il est emprisonné au Temple puis à Vincennes. Libéré à la Restauration, il devient gouverneur du château de Vincennes et député de l'Aude. Officier de la Légion d’Honneur, commandeur de Saint Louis, il est fait marquis héréditaire et Pair de France en 1830. Il épouse en premières noces N. Andrault de Langeron, fille du comte de Langeron, le 25 mai 1784, décédée sans enfant le 5 juin 1795 à Detmold dans la principauté de Lippe, et en secondes noces Fortunée Gabrielle Marie du Pac de Badens, fille de Gabriel Baptiste du Pac, marquis de Badens, et d’Anne de Bruyères de Chalabre dont : Hélène de Roux (1807-1877) qui épouse Jean-Pierre de Montaigne de Poncins à Paris en 1829 et Emmanuel-Gabriel-Fortuné (1817-1869), cinquième marquis de Puivert, marié à Élisabeth de Mauléon-Narbonne.
- Charles-François de Roux marquis de Puivert, marié en 1899 à Adrienne-Antoinette Berlioz  mort sans postérité en 1918, dernier de sa famille et du nom[1].